# Partido de notables
Los partidos de cuadros o de notables son un tipo de partido político caracterizados por estar integrados por personas de cierta relevancia social, cultural o económica a los que se denomina «notables». Según Weber, un «notable» es una persona que por su situación socioeconómica, se encuentra en posición de dirigir y administrar de forma continua un grupo, siempre como profesión secundaria, sin recibir un salario por ello o recibiendo un salario simbólico.
Nacen entre principios y mediados del siglo XIX en Europa, en el marco del Estado Liberal no democrático al estar basado en el sufragio censitario. Su opuesto son los partidos de masas propios de las democracias liberales basadas en el sufragio universal.

## Características
Los partidos de notables no tratan de obtener apoyos masivos de forma directa, ya que el censo electoral en el que están inmersos suele ser por lo general muy reducido, por el contrario, tratan de atraer el apoyo de personajes influyentes o prestigiosos que sirvan de apoyo.
Contaban con estructuras mínimas, asentadas sobre redes interpersonales en el seno de un ámbito geográfico reducido. Débilmente ideologizados, sus apoyos se basan en la distribución de beneficios particulares a los residentes. Redes clientelares basadas en una relación de conveniencia y no de clase o ideológica.
Los notables, no tenían la necesidad de hacer campaña política, eran votados en función de su autoridad social natural. Su legitimidad proviene según Weber de la tradición o del carisma.

### Diferencias entre los partidos de notables y los partidos de masas
El jurista y politólogo francés Maurice Duverger ha señalado las diferencias entre los «partidos de cuadros o de notables» y los «partidos de masas» (resumidas en el siguiente cuadro):
| Estado Liberal (sufragio censitario).                                                                    | Estado democrático (sufragio universal).                                                                            |
| No priorizan el reclutamiento de militancia.                                                             | Potencian al máximo el reclutamiento de nuevos miembros.                                                            |
| Se componen exclusivamente de personas con prestigio, recursos económicos o influencia (los «notables»). | Abierto a la participación de todo tipo de personas, independientemente de su grado de formación.                   |
| Se estructuran en torno al grupo parlamentario.                                                          | Se estructuran en torno al propio partido.                                                                          |
| Carecen de órganos de dirección centralizada.                                                            | Disponen de un fuerte aparato jerarquizado y centralizado, con miembros con dedicación exclusiva a la organización. |
| Los miembros no están sometidos a una rígida disciplina.                                                 | Sus miembros se someten a la disciplina acordada por todos.                                                         |
| No se adscriben a una corriente ideológica de un modo explícito.                                         | Están muy marcados ideológicamente.                                                                                 |
| No celebran congresos por lo que carecen de un programa político explícito.                              | Celebran congresos en los que se acuerdan el programa político y la estrategia a seguir para conseguirlo.           |
| Entre elección y elección prácticamente no existen.                                                      | Actividad constante que no se limita a las elecciones.                                                              |
| Cada notable se procura los medios de financiación en su propio distrito.                                | Se financian con las cuotas de los afiliados.                                                                       |

## Desaparición
Los partidos de notables, a medida que se democratiza y profesionaliza la política, van desapareciendo debido a una serie de factores relacionados con la profesionalización de la política; el aumento de la complejidad del Estado; el cambio del paradigma de legitimidad, que pasa a ser predominantemente legal-racional; la burocratización y normalización de la política, con una legitimidad basada en los resultados de la lucha electoral; aparición de nuevos perfiles de profesionales de la política.
Según Michel Offerlé la imagen de los notables pasa a ser poco práctica desde un punto de vista electoral, aparecen nuevas entradas en el mercado político que van a valorizar su proveniencia del pueblo, de la misma «masa» que les elige y por otra parte van a ser capaces de denunciar a los notables tradicionales de corrupción, de entorpecer la libertad de voto, de provenir de una oligarquía opresora, etc.
La aparición del aparato informativo y propagandístico sentencia las relaciones clientelares que sustentan a los partidos de notables; la entrada en el sistema político de los medios de comunicación de masas va a provocar la obsolescencia de los medios de persuasión de los partidos de masas. Alain Garrigou habla de la generalización del vínculo entre el voto y una elección puramente política en vez de una persuasión basada en un intercambio de favores.

## Limitaciones del término «partido de notables»
Es conveniente resaltar que toda clasificación de una realidad, tiene necesariamente alguna limitación. El término «notable» se refiere a una tipología teórica, pueden darse casos de notables y partidos de notables que no se ajusten al modelo teórico.
El barón Armand de Mackau, siendo un notable, se servía de agentes electorales, de elementos que claramente no se ajustan al modelo de «notable». Se habla de una protoprofesionalización de la actividad de los notables.
Además, es posible encontrar casos de profesionales de la política que se «notabilizan» como es el caso de Alexandre Millerand (presidente de la III República Francesa de 1920 a 1924), que gestionaba su circunscripción de forma clientelar.
Por otra parte, en España en el sistema político de la Restauración personalidades como Antonio Cánovas del Castillo o Práxedes Mateo Sagasta lideraban partidos de notables que se alternaban mediante el recurso al fraude electoral y a las redes caciquiles.